# Kuvetjärnet (Svanskogs socken)
Kuvetjärnet är en sjö på Dalboredden, i Säffle kommun och ingår i Göta älvs huvudavrinningsområde. Sjön har en area på 0,0731 kvadratkilometer och ligger 234 meter över havet. Sjön avvattnas av vattendraget Åmålsån.

## Delavrinningsområde
Kuvetjärnet ingår i det delavrinningsområde (656483-130745) som SMHI kallar för Utloppet av Dalsjön. Medelhöjden är 183 meter över havet och ytan är 26,12 kvadratkilometer. Det finns inga avrinningsområden uppströms utan avrinningsområdet är högsta punkten. Åmålsån som avvattnar avrinningsområdet har biflödesordning 2, vilket innebär att vattnet flödar genom totalt 2 vattendrag innan det når havet efter 220 kilometer. Avrinningsområdet består mestadels av skog (87 procent). Avrinningsområdet har 2,17 kvadratkilometer vattenytor vilket ger det en sjöprocent på 8,3 procent.